# Osterbruch (Bülstedt)
Osterbruch ist ein Ortsteil der Gemeinde Bülstedt (Samtgemeinde Tarmstedt) im niedersächsischen Landkreis Rotenburg (Wümme).

## Geografie und Verkehrsanbindung
Osterbruch liegt westlich des Kernortes Bülstedt. Nordwestlich fließt die Wörpe, ein Nebenfluss der Wümme.
Südlich und östlich vom Ort verläuft die A 1.

## Geschichte
Erstmals urkundlich erwähnt wurde Osterbruch im Jahr 1336.